# Episodi di Soldato Benjamin (prima stagione)
La prima stagione della serie televisiva Soldato Benjamin è stata trasmessa in anteprima negli Stati Uniti d'America dalla CBS tra il 6 aprile 1981 e il 27 aprile 1981.
| nº | Titolo originale       | Titolo italiano | Prima TV USA   | Prima TV Italia |
| -- | ---------------------- | --------------- | -------------- | --------------- |
| 1  | Benjamin to the Rescue |                 | 6 aprile 1981  |                 |
| 2  | Jungle Swamp Survival  |                 | 13 aprile 1981 |                 |
| 3  | Party                  |                 | 20 aprile 1981 |                 |
| 4  | Captain's Helper       |                 | 27 aprile 1981 |                 |